# Composition des équipes au Championnat du monde masculin de handball 2023
Cet article liste les compositions des équipes qualifiées au Championnat du monde 2023 organisé en Pologne et en Suède du 11 au 29 janvier 2023.

## Modalités de sélection
Chaque équipe peut remplacer jusqu'à cinq joueurs à tout moment (par exemple, chaque équipe peut ajouter cinq nouveaux joueurs ou peut ajouter un joueur qui a déjà été remplacé une fois). Les joueurs peuvent être remplacés uniquement par des joueurs indiqués dans la liste provisoire des 35 joueurs.
Néanmoins, si un joueur est déclaré positif au Covid-19 et n'est pas donc autoristé à jouer, son remplacement par un autre joueur n'est pas compatabilisé parmi cinq remplacements auxquels chaque équipe a droit. Ceci n'est valable que pour les remplacements dans les 48 heures suivant la connaissance de l'infection du joueur concerné.
Dans le cas où un joueur suspendu est remplacé par un autre joueur, le nouveau joueur ne peut jouer qu'après l'expiration de la suspension.
Enfin, si une équipe a inscrit moins que le nombre de joueurs autorisés dans la liste définitive, elle pourra inscrire un joueur supplémentaire de la liste provisoire pendant la compétition. L'enregistrement tardif doit être effectué au plus tard le jour du match concerné.

## Équipes

### Arabie saoudite
L'effectif de l'Arabie saoudite, statistiques et liste provisoire des 35.

### Bahreïn
Les 18 joueurs sélectionnées pour disputer le Mondial 2023 sont, statistiques et liste provisoire des 35.

### Chili
Les joueurs sélectionnés pour disputer le Mondial 2023 sont, statistiques et liste provisoire des 35.

### Danemark
Les 20 joueurs sélectionnées pour disputer le Mondial 2023 sont :

### Hongrie
Les 18 joueurs sélectionnés pour disputer le Mondial 2023 sont :

### Iran
L'effectif de l'Iran pour le Mondial 2023, statistiques et liste provisoire des 35.

### Islande
Les 19 joueurs sélectionnées pour disputer le Mondial 2023 sont :

### Qatar
Effectif du Qatar, statistiques et liste provisoire des 35
Les 18 joueurs sélectionnés pour disputer le Mondial 2023 sont :

### Suède
Les 18 joueurs sélectionnées pour disputer le Mondial 2023 sont :

## Remplacements de joueurs
Les remplacements suivants ont été réalisés au cours de la compétition :
| Date       | Équipe            | Joueur entrant                           | Joueur sortant                              |
| ---------- | ----------------- | ---------------------------------------- | ------------------------------------------- |
| 27 janvier | Allemagne         | Lukas Zerbe (Ailier droit)               | Paul Drux (Arrière gauche)                  |
| 25 janvier | Égypte            | Ahmed Khairi Nasralla (Demi-centre)      | Ahmed Elnakkady (Ailier gauche)             |
| 25 janvier | Corée du Sud      | Jae-yong Park (Gardien de but)           | Chang-woo Lee (Gardien de but)              |
| 25 janvier | Corée du Sud      | Yu-sung Jin (Pivot)                      | Se-ung Park (Pivot)                         |
| 25 janvier | Arabie saoudite   | Hussain Furaij (Ailier gauche)           | Ahmad Al-Abdulali (Ailier droit)            |
| 24 janvier | Qatar             | Bilel Messoud Mrarha (Arrière droit)     | Kamal Al Din Mallash (Demi-centre)          |
| 23 janvier | Belgique          | Robbe Spooren (Demi-centre)              | Yannick Glorieux (Ailier gauche)            |
| 23 janvier | Danemark          | Rasmus Lauge (Demi-centre)               | Lasse Møller (Arrière gauche)               |
| 23 janvier | Danemark          | Niclas Kirkeløkke (Arrière droit)        | Mads Hoxer (Arrière droit)                  |
| 23 janvier | États-Unis        | Maksim Tanner (Arrière gauche)           | Amar Amitovic (Arrière gauche)              |
| 22 janvier | Croatie           | Nikola Grahovac (Pivot)                  | Lovro Mihić (Ailier gauche)                 |
| 22 janvier | Iran              | Seyedmahdi Moosavi (Arrière gauche)      | Mojtaba Heidarpur (Ailier gauche)           |
| 22 janvier | Corée du Sud      | Yo-sub Lee (Demi-centre)                 | Yu-sung Jin (Pivot)                         |
| 22 janvier | Slovénie          | Grega Krecic (Arrière droit)             | Blaž Janc (Ailier droit)                    |
| 21 janvier | Belgique          | Yannick Glorieux (Ailier gauche)         | Louis Delpire (Arrière gauche)              |
| 21 janvier | Égypte            | Hassan Kaddah (Arrière gauche)           | Ahmed Khairi Nasralla (Demi-centre)         |
| 21 janvier | Qatar             | Kamal Al Din Mallash (Demi-centre)       | Mohammed Mahmood Abdelmageed (Ailier droit) |
| 21 janvier | Qatar             | Rasheed Olukunle Yusuff (Gardien de but) | Bilel Messoud Mrarha (Arrière droit)        |
| 21 janvier | Corée du Sud      | Ju-an Oh (Demi-centre)                   | Yo-seb Lee (Demi-centre)                    |
| 21 janvier | Corée du Sud      | Jae-seop Shin (Ailier droit)             | Jae-yong Park (Gardien de but)              |
| 21 janvier | Arabie saoudite   | Ali Al-Saffar (Gardien de but)           | Hassan Al-Janabi (Pivot)                    |
| 21 janvier | États-Unis        | Douglas Otterstrom (Gardien de but)      | Jakob Rysgaard Christiansen (Arrière droit) |
| 20 janvier | Égypte            | Ahmed Khairi Nasralla (Demi-centre)      | Hassan Kaddah (Arrière gauche)              |
| 20 janvier | Hongrie           | Kristóf Palasics (Gardien de but)        | Csaba Leimeter (Arrière droit)              |
| 20 janvier | Islande           | Ágúst Elí Björgvinsson (Gardien de but)  | Ólafur Guðmundsson (Arrière gauche)         |
| 20 janvier | Qatar             | Salem Anwar Jedaied (Pivot)              | Rafael Capote (Arrière gauche)              |
| 20 janvier | Pologne           | Maciej Pilitowski (Demi-centre)          | Michał Olejniczak (Demi-centre)             |
| 19 janvier | Belgique          | Joris Gillé (Pivot)                      | Yannick Glorieux (Ailier gauche)            |
| 19 janvier | Pologne           | Mateusz Kornecki (Gardien de but)        | Jakub Skrzyniarz (Gardien de but)           |
| 19 janvier | États-Unis        | Ty Reed (Ailier droit)                   | Maximillian Binderis (Ailier droit)         |
| 18 janvier | Serbie            | Dejan Milosavljev (Gardien de but)       | Predrag Vejin (Arrière droit)               |
| 18 janvier | Slovénie          | Matej Gaber (Pivot)                      | Gasper Horvat (Arrière gauche)              |
| 17 janvier | Belgique          | Sébastien Danesi (Arrière gauche)        | Joris Gillé (Pivot)                         |
| 17 janvier | Danemark          | Michael Damgaard (Arrière gauche)        | Rasmus Lauge (Demi-centre)                  |
| 17 janvier | Qatar             | Ali Alderi (Ailier gauche)               | Kamal Al Din Mallash (Demi-centre)          |
| 17 janvier | États-Unis        | Sean Corning (Ailier droit)              | Ty Reed (Ailier droit)                      |
| 16 janvier | Arabie saoudite   | Mohammad Al-Salem (Gardien de but)       | Ali Al-Saffar (Gardien de but)              |
| 16 janvier | Espagne           | Pol Valera (Demi-centre)                 | Ian Tarrafeta (Demi-centre)                 |
| 14 janvier | Iran              | Mehrdad Samsami (Demi-centre)            | Seyedmahdi Moosavi (Arrière gauche)         |
| 14 janvier | Macédoine du Nord | David Savrevski (Arrière droit)          | Tomislav Jagurinoski (Arrière droit)        |
| 14 janvier | Slovénie          | Mazej Tadej (Ailier gauche)              | Stas Jovičić (Ailier gauche)                |
| 14 janvier | Arabie saoudite   | Ali Al-Saffar (Gardien de but)           | Mohammad Al-Salem (Gardien de but)          |

Les inscriptions tardives suivantes ont été réalisées au cours de la compétition :
| Date       | Équipe       | Joueur ajouté                  |
| ---------- | ------------ | ------------------------------ |
| 27 janvier | Allemagne    | Lukas Stutzke (Arrière gauche) |
| 20 janvier | Maroc        | Adam Arbaa (Demi-centre)       |
| 18 janvier | Monténégro   | Miodrag Ćorsović (Pivot)       |
| 17 janvier | Croatie      | Mate Šunjić (Gardien de but)   |
| 17 janvier | Corée du Sud | Lee Chang-woo (Gardien de but) |
| 14 janvier | Espagne      | Joan Cañellas (Arrière gauche) |